# Magicianul (roman)
Magicianul (în engleză The Magus) este un roman publicat de John Fowles în anul 1965 și este considerat una dintre capodoperele literaturii moderne.

## Rezumat
Personajul principal este Nicholas Urfe, un tânăr profesor de engleză. După ce își termină studiile la Oxford, i se ivește ocazia de a pleca pe o insulă din Grecia ca profesor. Plecarea pentru el reprezintă posibilitatea de a evada dintr-o relație ambiguă fără niciun viitor cu o tânără australiană pe nume Alison, stabilită în Anglia. Cei doi își promit să-și scrie des pentru a evita o despărțire definitivă. Odată ajuns în Grecia, face cunoștință cu un bătrân, jumătate grec, jumătate englez, care îl antrenează în tot felul de experiențe stranii. Profesorul se lasă fascinat de misteriosul Conchis, magicianul care îl va ajuta să depașească granița dintre vis și realitate.
Domnul Conchis se pare că trăiește singur, într-o locuință plină cu fotografiile logodnicei sale decedate, Lily Montgomer, viața sentimentală fiindu-i marcată de dragostea pentru ea. Nicholas rămâne foarte surprins când, după ce află despre ea, o întâlnește pe Lily în carne și oase, aceasta semănând foarte bine cu cea din pozele văzute în casa domnului Conchis. Acesta refuză să accepte existența fantomei, căci tânăra pare de aceeași vârstă cu cea din fotografii, doar vestimentația este actuală. Fiind surprins, Conchis îi mărturisește că tânăra Julie, căreia îi naș, este schizofrenică, ea interpretând diverse roluri care, de fapt, reprezintă metode de tratament inițiate de el în calitate de psihiatru.

## Ecranizare
Cartea a fost ecranizată cu titlul omonim în 1968, în regia lui Guy Green, cu Michael Caine și Anthony Quinn în rolurile principale.

## Traduceri în limba română
Cartea a apărut în limba română în anul 1987, în traducerea Liviei Deac.